# Eriocaulon burttii
Eriocaulon burttii är en gräsväxtart som beskrevs av Sylvia Mabel Phillips. Eriocaulon burttii ingår i släktet Eriocaulon och familjen Eriocaulaceae.
Artens utbredningsområde är Tanzania. Inga underarter finns listade i Catalogue of Life.